# 神勇雙妹嘜
《神勇雙妹嘜》，是1989年上映的一部香港喜劇片，由王晶自編自導，鄭裕玲、張曼玉、陳百祥、林俊賢主演。

## 劇情
梁醒波（鄭裕玲 飾）與佚小小（張曼玉 飾）是表姐妹，但彼此狗咬狗骨。因祖母遺囑，兩人為承繼遺產被迫同住一單位。單位本身有一租客Ben Leung（潘震偉 飾）某日突然離奇被殺，死前向兩人說了一堆奇怪數字，懷疑與一宗國寶失竊案有關，兩人從此陷入一場國寶爭奪戰而身陷險境。

## 演員表
| 演員   | 角色                                   |
| 鄭裕玲 | 梁醒波(香港粵語版)/ 梁山伯(台灣國語版) |
| 張曼玉 | 佚小小(香港粵語版)/ 祝英台(台灣國語版) |
| 陳百祥 | 瀟灑                                   |
| 曹查理 | 烏蠅                                   |
| 林俊賢 | Sam 假扮Ben Leung之弟弟                |
| 潘震偉 | Ben Leung                              |
| 關明玉 | 阿囝 假扮徐淑貞督察                    |
| 韓義生 | 大蚺蛇                                 |
| 黃靖華 | 阿靚                                   |
| 魯芬   | 山東婆                                 |
| 余慕蓮 |                                        |
| 王晶   | 王恆心議員 Handsome Wong               |
| 陳國新 | 劉志鵬律師                             |
| 陳輝虹 | 劇社導演                               |
| 司馬燕 | 劇社演員                               |
| 王天林 |                                        |
| 張國華 | 全哥                                   |
| 周景揚 | 督察                                   |
| 董衛廣 |                                        |
| 陳月茹 |                                        |

## 外部連結
- 香港影庫上《神勇雙妹嘜》的資料（繁體中文）
- 互联网电影数据库（IMDb）上《神勇雙妹嘜》的资料（英文）